# 日本オーディオ協会
一般社団法人日本オーディオ協会（にほんオーディオきょうかい、Japan Audio Society）は、オーディオとオーディオ・ビジュアル（A&AV）に関わるハードとソフトの製造・流通、放送・出版・学術分野の法人会員と、A&AVに関心のある個人会員によって構成される社団法人。略称はJAS（ジャス）。

## 沿革
- 1952年10月4日、中島健蔵や井深大の尽力で日本オーディオ学会創立。
- 1952年12月4日、東京・有楽町の都立電気研究所で第1回全日本オーディオフェア （1998年からオーディオエキスポに改称・2003年からA&Vフェスタに改称）を開催し、NHKの協力の下で第1、第2放送の2波を用いたステレオ再生実験を行う。
- 1953年、名称を日本オーディオ協会と改称。
- 1958年、機関誌創刊（1979年にJASジャーナルに改名）
- 1986年、第1回JASコンファレンス開催
- 1992年、オーディオ・ビジュアル分野を活動範囲に加え、正会員と賛助会員(個人会員と法人会員を含む)で構成される社団法人日本オーディオ協会に改組。
- 1994年、12月6日を「音の日」と制定。
- 1996年、第1回「音の匠」の顕彰。
- 2006年、会報「JASジャーナル」をメール配信。

## 歴代会長
- 初代　中島健蔵 (なかじまけんぞう)（1952 - 1979）
- 二代　井深大 (いぶかまさる)（1979 - 1992）
- 三代　中島平太郎 (なかじまへいたろう)（1992 - 2002）
- 四代　鹿井信雄 (かのいのぶお)（2002 - 2007）
- 五代　校條亮治 (めんじょうりょうじ)（2007 - 2018）
- 六代　小川理子 (おがわみちこ)（2018 - ）

## 事業
A&AVに関するソフト・ハード・視聴環境の「調査及び研究」、「普及および啓発」、「基準の作成」、「情報の収集及び提供」、「展示会の開催」、「人材の育成」、「内外関係機関等との交流及び協力」など。

## 所在地
東京都港区高輪3-4-13 第二高輪偕成ビル4F